# Česká pošta
Česká pošta (с чеш. — «Чешская почта») — государственное предприятие, оказывающее почтовые услуги на территории Чешской Республики. Является четвертой крупнейшей чешской фирмой по числу работников с общим числом около 30 тысяч человек.

## История
Государственное предприятие Česká pošta было учреждено одновременно с провозглашением независимости Чешской Республики 1 января 1993 года. Наряду с этим от Чехословацкой почты была отделена Словацкая почта и чешское управление коммуникациями.
Ниже перечислены основные этапы в истории и развитии компании:
- 31 декабря 1992 — на основании решения Министра экономики № 378/1992 от 16 декабря 1992 года (пункт II), Administration of Posts and Telecommunications, sp (SPT, sp) Prague была разделена на две отдельные компании (Česká pošta, sp, и SPT Telecom, sp).
- 1 января 1993 — учреждена Česká pošta, s. p.
- 1993 — началось внедрение автоматической почты APOST[2]
- 29 мая 1999 — отказ от выездного способа сортировки корреспонденции (то есть обработка почтовых отправлений сотрудниками «Чешской почты» по пути следования), с этого времени вся обработка почты производится только в сборных пересылочных узлах или SPU (чеш. Sběrných přepravních uzlů) либо в почтовых отделениях.
- 1 апреля 2005 — контроль за компанией поручен Чешскому телекоммуникационному управлению.
- 1 сентября 2005 — получено свидетельство об аккредитации на выдачу сертификатов электронной цифровой подписи.
- 24 ноября 2005 — решением Чешского телекоммуникационного бюро «Чешской почте» выдана почтовая лицензия на срок с 1 января 2006 по 31 декабря 2008 года.
- 1 сентября 2006 — по требованию Чешского телекоммуникационного бюро переименованы 593 почтовых отделения с тем, чтобы на почтовом отправлении систематически указывалось его наименование вместе с наименованием муниципалитета (без указания его атрибутов), за исключением деревень, наименование которых составлено из наименований двух деревень, когда название почтового отделения включает только наименование одной из частей.

- 1 октября 2006 — решением генерального директора прекращена деятельность специализированных обособленных подразделений (международная деятельность, службы торговли и доставки и VAKUS (акроним первоначального наименования Компьютерно-коммутационная связь).
- 22 ноября 2006 — Наблюдательный совет обсудил предложение о преобразовании Česká pošta в общество с ограниченной ответственностью и поручил генеральному директору Карлу Кратине (Karl Kratina) продолжить развитие этого проекта.
- 1 апреля 2007 — вступило в силу решение генерального директора Czech Post, sp, которым 3 марта 2007 года аннулированы почтово-транспортные узлы при филиалах почтовых управлений, а 1 апреля 2007 года в рамках создания отдела почтового трафика Главного управления созданы сборные пересылочные узлы.
- 1 мая 2007 — закрыты SPU Бржецлав и SPU Йиглава, а подведомственная им территория передана в ведение SPU Брно.
- Август 2007 — правительством одобрен план акционирования Česká pošta.
- Июль 2023 - в рамках реорганизации закрыты 300 самых убыточных отделений Česká pošta из 3200 действующих к моменту закрытия.

## Офис и организационная структура
Учредителем Česká pošta является Министерство внутренних дел Чешской Республики. Идентификационный номер Чешской почты — 47114983.
Офис Česká pošta был расположен в Праге 3 на Ольшанской улице, дом 38, с января 2008 года перенесён в Nové Město по адресу: Прага 1, улица Политических заключённых.
Предприятие Česká pošta, s. p., управляется генеральной дирекцией, возглавляемой генеральным директором.
- Генеральный директор — как уставный орган Česká pošta, s. p., управляет деятельностью предприятия и действует от его имени. Он принимает решения по всем делам Česká pošta, s. p., если они не отнесены законом к полномочиям учредителя (в соответствии со статьей 12 закона «О государственном предприятии» и уставом Česká pošta, s. p.).

- Наблюдательный совет — состоит из 12 членов и контролирует деятельность генерального директора и исполнение бизнес-планов Česká pošta, s. p. В соответствии с законом № 77/1997 Sb. «О государственном предприятии» в действующей редакции, восемь членов наблюдательного совета назначаются и снимаются с должности учредителем, а четыре члена избираются и снимаются с должности сотрудниками предприятия. К 31 декабря 2014 года наблюдательный совет состоял из двенадцати членов.

- Комитеты наблюдательного совета: наблюдательный совет создает комитеты наблюдательного совета в качестве своих рабочих органов. В частности, деятельность комитетов служит для предварительного и более подробного обсуждения материалов, которые впоследствии рассматривает наблюдательный совет. Члены комитетов избираются и снимаются с должности наблюдательным советом.

- Адрес местонахождения:

Česká pošta, s.p.
Politických vězňů 909/4
Nové Město

225 99 Praha 1
Для общественности (п/я):
Česká pošta, s.p.
P.O. BOX 99

225 99 PRAHA 025

### Организационная структура
В ведении Главного управления в настоящее время находятся одиннадцать сборных пересылочных узлов (чеш. Sběrných přepravních uzlů, сокращённо — SPU) и семь подразделений:
- Центральная Богемия (01)
- Южная Богемия (02)
- Западная Богемия (03)
- Северная Богемия (04)
- Восточная Богемия (05)
- Южная Моравия (06)
- Северная Моравия (07).

Подразделения международных операций (08), снабжения и внутреннего обеспечения (09), OZ VAKUS (10) были упразднены 1 октября 2006 года.
Подразделениям подчинены сортировочные и транспортные региональные департаменты. С 1 апреля 2007 года сортировочные процессы и транспорт были отделены от подразделений и включены в новую секцию почтово-транспортного обеспечения, которая включает узлы транспортного обслуживания.
В 2012 году в Чехии насчитывалось 3385 почтовых отделений.

## Руководители
В июне 2004 года подал в отставку генеральный директор Ян Пржибыл (Jan Přibyl) (директором с 1992 года), у которого, по заявлению газете «Право» министра Владимира Млынаржа (Vladimír Mlynář), возник конфликт интересов, заключавшийся в членстве в наблюдательном совете eBanka. Журнал «Неделя» писал, что он подписывал договоры без ведома наблюдательного совета Česká pošta.
17 сентября 2008 года генеральный директор Карел Кратина (Karel Kratina) ушел в отставку после того, как, по его словам, завершил подготовку предприятия к приватизации. С 1 октября 2008 года генеральным директором был Петр Седлачек (Petr Sedláček), который 18 декабря 2009 года из-за небольшой политической поддержки для реформирования предприятия подал в отставку с вступлением в силу к концу 2009 года.
С января 2010 года гендиректором Česká pošta была Марсела Гордая (Marcela Hrdá), которая ранее была членом правления и директором подразделения государственного предприятия аэропортов Праги. Её главной задачей было сделать предприятие конкурентоспособным на рынке. Реформирование или приватизация предприятия уже не значились среди её задач, подготовку к приватизации остановило Министерство внутренних дел в ноябре 2009 года.
Марсела Гордая была отправлена в отставку 28 февраля 2011 года, вместо неё был назначен Петр Затлоукал (Petr Zatloukal), который подал в отставку 31 марта 2014 года.
С 1 апреля 2014 года Česká pošta возглавил Мартин Элкан (Martin Elkán), вначале в качестве исполняющего обязанности, а с 13 июня 2014 года по 22 февраля 2018 года в качестве генерального директора.
С 18 июня 2018 года по 22 февраля 2023 года генеральным директором был Роман Кнап (Roman Knap).
С 1 марта 2023 года Česká pošta возглавил Мирослав Штепан (Miroslav Štěpán) (по доверенности). По состоянию на 15 февраля 2024 года он был назначен полноправным генеральным директором.

## Деятельность

### Почтовая сеть
- Česká pošta имела на территории Чехии в 2013 году:

- всего 3 408 организационных единиц (включая партнёрские почтовые отделения, пункты доставки и почтовые отделения),
- 3 249 почт (3385 почт в 2010 году),
- 14 почтовых компаний,
- 79 пунктов доставки,
- 16 дислоцированных счетчиков,
- 8 108 участков доставки писем (из них 3 511 моторизованных участков доставки),
- 22 106 почтовых ящиков,
- 33 почтовых партнёра.
- В конце 2013 года на одно обслуживающее место приходилось 2 983 жителей (в 2012 году — 3 071).
- Число жителей на один почтовый ящик сократилось с 471 в 2012 году до 462 в 2013 году.

### Законодательство о деятельности
Деятельность Česká pošta регулируется рядом законодательных актов Чехии.
Предприятие имеет почтовую лицензию в соответствии с законом № 29/2000 Sb. «О почтовой связи» в действующей редакции. Объем услуг, для которых требуется почтовая лицензия, определяется постановлением правительства. Постановление регулирует условия предоставления основных услуг держателями почтовой лицензии и требования к их качеству.
Как оператор почтовой связи, Česká pošta S. P. и её работники обязаны соблюдать так называемую почтовую тайну.
В международном почтовом сообщении Česká pošta руководствуется конвенцией и регламентами Всемирного почтового союза, членом которого она является, а также двусторонними соглашениями между Česká pošta и иностранными почтовыми администрациями.